# Propolydesmus germanicus
Propolydesmus germanicus är en mångfotingart som först beskrevs av Karl Wilhelm Verhoeff 1896.  Propolydesmus germanicus ingår i släktet Propolydesmus och familjen plattdubbelfotingar. Inga underarter finns listade i Catalogue of Life.